# Université d'Angers
L’université d'Angers est une université française située à Angers et fondée en 1337. Elle est divisée en huit unités de formation et de recherche et regroupe deux instituts de formation pour un total 26 674 étudiants en 2020. 
Elle s’étend sur trois campus à Angers et possède des antennes à Cholet, Saumur et aux Sables d'Olonne.

## Histoire

### XIIIe-XIVesiècles
Angers voit naitre au XIe siècle une « étude », qui prend le nom d'université en 1337. Charles V lui donne ses lettres de noblesse en 1364 en créant l'université « Droit, médecine et théologie ». 

### Affirmation et maturité de l'université d'Angers auXVesiècle

#### Le difficile contexte de la fin du Moyen Âge
La fin du Moyen Âge est synonyme de prospérité et de maturité pour l'université d'Angers, comme en témoignent la fondation de nouvelles facultés en 1432 (arts libéraux, théologie médecine) ou l'inauguration de bâtiments exclusivement destinés à l'enseignement en 1477. Or, le contexte ne semble pas favorable à ce développement. En effet, la guerre de Cent ans (1337-1453) a fait du duché d'Anjou une zone frontalière entre d'une part les duchés de Normandie et du Maine contrôlés par les Anglais et d'autre part les régions demeurées fidèles au roi de France Charles VII (1422-1461). On peut ajouter à cela les résurgences de la peste, très brutales en 1449, 1462-1463, 1471-1472 et 1480, ainsi que les famines, les disettes et les multiples désordres économiques imputables aux différents troubles. Enfin, la création de trois nouvelles universités dans la France de l'Ouest (Poitiers en 1431 par le pape Eugène IV (1431-1447) à la demande de Charles VII pour concurrencer le rayonnement de Paris alors aux mains des Anglo-Bourguignons, Caen en 1432 par le même pontife mais à la demande cette fois du roi d'Angleterre Henri VI (1422-1461), Nantes enfin en 1460 après plusieurs tentatives de fondations avortées) constitue également une potentielle entrave à l'essor du centre d'études angevin.

#### Reconnaissance et consolidation
Malgré cela, preuve de l'importance de l'université au Moyen Âge, celle-ci est représentée lors des grandes assemblées réunies pour mettre un terme au Grand Schisme d'Occident (1378-1417), comme le concile de Pise (1409) au cours duquel Guillaume Maugendre, régent en droit civil, et Nicolas de Mellay, régent en lois représentent l'institution angevine. Le concile débouchant sur une aggravation du schisme avec l'élection d'un troisième pape, Alexandre V (1409-1410), un nouveau concile est organisé à Constance entre 1414 et 1418 au cours duquel Martin V (1417-1431) est élu comme pape d'union. Cette fois, l'université d'Angers est représentée par trois personnes dont Hervé l'Abbé et Pierre Bonhomme, conseiller des ducs d'Anjou. La maturité de l'université d'Angers se manifeste aussi dans son organisation. En effet, lorsqu'en 1410 une quarantaine d'articles sont ajoutés aux statuts de 1398, la réalisation de ces derniers n'est cette fois-ci pas supervisée par des officiers royaux mais résulte d'une décision interne à la corporation et témoigne donc d'un processus d'indépendance de son fonctionnement, donnant davantage satisfaction aux étudiants et à chacune des six différentes nations de l'institution.
Toutefois, l'université se limite encore au seul enseignement juridique. Il faut attendre le 3 octobre 1432 et la bulle pontificale d'Eugène IV (1431-1447) par laquelle sont créées les facultés des arts libéraux, de théologie et de médecine pour qu'elle soit enfin élevée officiellement au rang de studium generale. Si le souverain pontife mentionne comme motivation l'insécurité de l'époque empêchant les étudiants de l'Ouest de la France de se rendre à Paris ainsi que la demande de l'université elle-même, de Yolande d'Aragon (1381-1442) et de son fils le duc d'Anjou Louis III (1403-1434), celui-ci cherche assurément à complaire aux princes angevins afin de s'en assurer le soutien lors du concile de Bâle (1431-1449). Les universitaires se tournent ensuite vers le roi de France Charles VII (1422-1461) afin d'obtenir la confirmation royale de cette triple fondation, l'obtention pour les nouvelles facultés de droits identiques à celle de droit et la reconnaissance de l'ensemble de ces privilèges anciens et nouveaux à l'échelle du royaume (l'acte royal limitait cette reconnaissance à la seule province ecclésiastique de Tours). Charles VII accède à leurs demandes en mai 1433.

### Ancien Régime
À l'époque moderne, les deux objectifs des universités données par le pouvoir royal sont la défense de la doctrine catholique et la formation de cadres qualifiés pour faire fonctionner l'État moderne. En 1530, le roi d'Angleterre Henri VIII consulte l'université d'Angers quant à sa décision de se marier avec Anne Bolein. L'institution décide de se positionner de façon équilibrée entre le pape Clément VII et le roi d'Angleterre. De 1494 à 1513, l'université est réformée progressivement. La faculté de droit garde sa prépondérance mais l'on commence à s'intéresser à la qualité des lectures de droit. Après la première guerre de religion en 1562, on décide de renforcer l'enseignement du droit et d'attirer un plus grand nombre d'élèves en finançant des professeurs de droit par des émoluments élevés. Cette pratique apparaît notamment dans le dernier tiers du XVIe siècle. Elle est notamment financée par un impôt indirect provenant d'une faveur du roi Henri IV à la suite de la reconnaissance de la fidélité de l'université pendant la guerre de la Ligue. Au XVIIe siècle, la faculté de droit décline, au profit de celles d'arts et de théologie.
L'université attire beaucoup d'étudiants, notamment de Bretagne, on en compte au moins 143 en 1488, mais l'on peut aussi dénombrer de nombreux étudiants étrangers, comme des Flamands et des Allemands. Globalement les étudiants d'Europe du Nord sont très intéressés par l'université, mais la révocation de l'édit de Nantes réduit considérablement le flux d'étudiants étrangers protestants. Après 1685, les étudiants provenant du Royaume-Uni sont exclusivement Irlandais. En 1770, l'université compte entre 400 et 500 étudiants.
La faculté des arts
Une faculté d'arts est une école préparatoire à l'enseignement supérieur, c'est-à-dire aux autres facultés de l'université. Du début de la période moderne jusqu'aux années 1690, les effectifs des classes, notamment de philosophie connaissent un fort essor, puis commencent à décliner. En 1780, l'établissement accueille moins de 200 élèves pour 1000 élèves à la fin du XVIIe siècle. Ce contraste s'explique de deux manières : les difficultés économiques et démographiques et la concurrence d'autres établissements.
La faculté de droit
On peut voir, dès la fin du XVe siècle, que le droit civil est prépondérant face au droit canon dans leur enseignement, comme on peut notamment le voir dans un manuel d’étude du droit de 1512. C’est une des raisons expliquant la sécularisation du corps professoral. On assiste également à un renouvèlement du droit romain qui prend le nom d’« humanisme juridique » et dont les principaux représentants à Angers sont Éguinard Baron (1495-1550) puis, de 1570 à 1573, François Balduin. Mais la faculté ne peut échapper à un certain déclin, dénoncé par la législation royale sur des sujets comme le laxisme quant à la délivrance des diplômes, en 1614, ou le fait que les professeurs ne dispensent plus de leçons publiques en 1664. Une réforme est appliquée en 1679 par un édit, et vise à déplacer l’enseignement du droit à la Sorbonne. Cela fonctionne, car au XVIIIe siècle, la faculté d’Angers ne compte qu’une centaine d’étudiants.
La faculté de médecine
Les enseignants de la faculté de médecine sont appelés docteurs-régents. Lorsqu’ils sont en études, ils sont appelés « internes » et sont les seuls à pouvoir exercer à Angers car ils en sont originaires. Ils sont néanmoins peu nombreux : 10 en 1650 et 13 en 1786. Les étudiants appelés « externes » sont ceux qui n’exerceront pas dans la cité. La licence est suffisante pour exercer la médecine, mais il faut un doctorat pour devenir docteur-régent, ce qui explique des effectifs peu importants : entre 1641 et 1685, on compte 15 nouveaux inscrits en moyenne par an, puis cette moyenne baisse à 2 par an (notamment à cause de la révocation de l’édit de Nantes). Il faut attendre 1750 pour que la faculté soit de nouveau attractive. Jusqu’au début du XVIIIe siècle, un docteur-régent est désigné pour assurer l’enseignement, des leçons en latin dictées aux étudiants, qui s’appuient notamment sur les œuvres d’Hippocrate et de Galien. L’enseignement évolue avec Pierre Hunauld I (1637-1689), docteur-régent en 1664 : il se fait accompagner par ses étudiants auprès des malades. Son fils, Pierre Hunauld II (1664-1728), poursuit son œuvre et tente de faire appliquer les réformes de l’édit de 1707. C’est en 1752, à l’initiative de Pierre Berthelot de Paty, docteur-régent, que d’autres réformes ont lieu, la faculté achetant une maison appelée la Maison du Laboratoire, dans laquelle est construit un amphithéâtre afin d’enseigner l’anatomie et dont les cadavres sont fournis par l’hôpital. Le jardin est aménagé pour l’enseignement de la botanique.
La faculté de théologie

Elle devient la plus importante faculté à la veille de la révolution. Elle dispose d’une réputation de prestige quant à sa rigueur doctrinale qui lui vaut d’être associée avec celle de la Sorbonne, la faculté de théologie de l’université de Paris. L’enseignement de théologie est donné dans des locaux près de la cathédrale. Ils sont composées d’une salle de cours appelée « salle de théologie » et d’une bibliothèque régulièrement enrichie de nouvelles productions ou d’ouvrages de références. Un étudiant suit d’abord 3 années de théologie assurées par 2 régents chaque année, choisis parmi les docteurs en théologie par l’assemblée générale de la faculté. En 1612 et 1645, deux chaires de théologies sont créées pour assurer le financement des cours. Ils commencent le lendemain de la rentrée et se terminent le 13 août. Les étudiants qui ont obtenu leurs lettres de quinquennium peuvent entreprendre ces études conduisant au doctorat. Ils ne suivent plus de cours, mais doivent préparer 5 thèses et les soutenir, ceci afin d’obtenir leur baccalauréat, la licence et le doctorat. Cependant devenir docteur de théologie à l’université d’Angers reste un privilège réservé à l’élite. Au XVIIIe siècle, 202 étudiants ont obtenu ce titre. Les étudiants de théologie, tous ecclésiastiques, peuvent venir de nombreux diocèses du royaume mais l’on compte tout de même que 80 % des effectifs sont fournis par ceux de la France de l’Ouest.

### Époque contemporaine

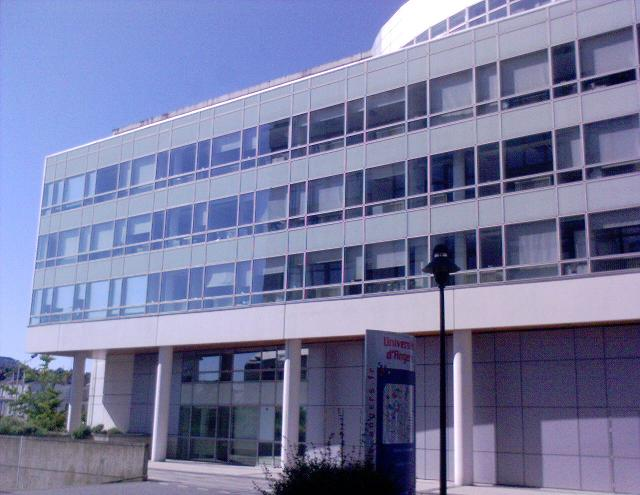
Bâtiment de la présidence de l'université d'Angers.

En 1875, l'Universitas Andegavensis renaît par la création de l'université catholique de l'Ouest. L'histoire de l'université au XXe siècle est ensuite marquée par la création du Centre scientifique universitaire en 1958, l'ouverture de la Faculté de médecine en 1965, puis par la création de l'IUT en 1966. En 1968 et 1970 sont respectivement créés le Collège juridique universitaire et le Collège littéraire universitaire. Ces derniers sont finalement rassemblés en 1971 avec l'ensemble des autres facultés et instituts pour former l'actuelle université. En 1989, Lionel Jospin inaugure les ensembles littéraires du Campus de Belle-Beille.
La ville d'Angers est donc l'une des rares villes à compter une université publique et une université privée : l'université d'Angers et l'université catholique de l'Ouest.
Depuis 2000, la bibliothèque universitaire accueille le Centre des archives du féminisme.
En 2009, l'université d'Angers est membre fondateur du Pôle de recherche et d'enseignement supérieur université Nantes Angers Le Mans. Dans le cadre de la mise en œuvre des COMUE (Communautés d'universités et établissements), l'Université d'Angers rejoint en 2016 l'université Bretagne-Loire (UBL) en tant que membre fondateur.
Entre 2021 et 2027, elle bénéficie d'une enveloppe de 51,4 millions d'euros pour rénover son patrimoine immobilier dans le cadre du contrat de plan Etat-Région.
L’Université d’Angers prévoit en 2027 l’ouverture du premier musée dédié aux féminismes. Cette université accueille déjà le centre des archives du féminisme.

## Structure

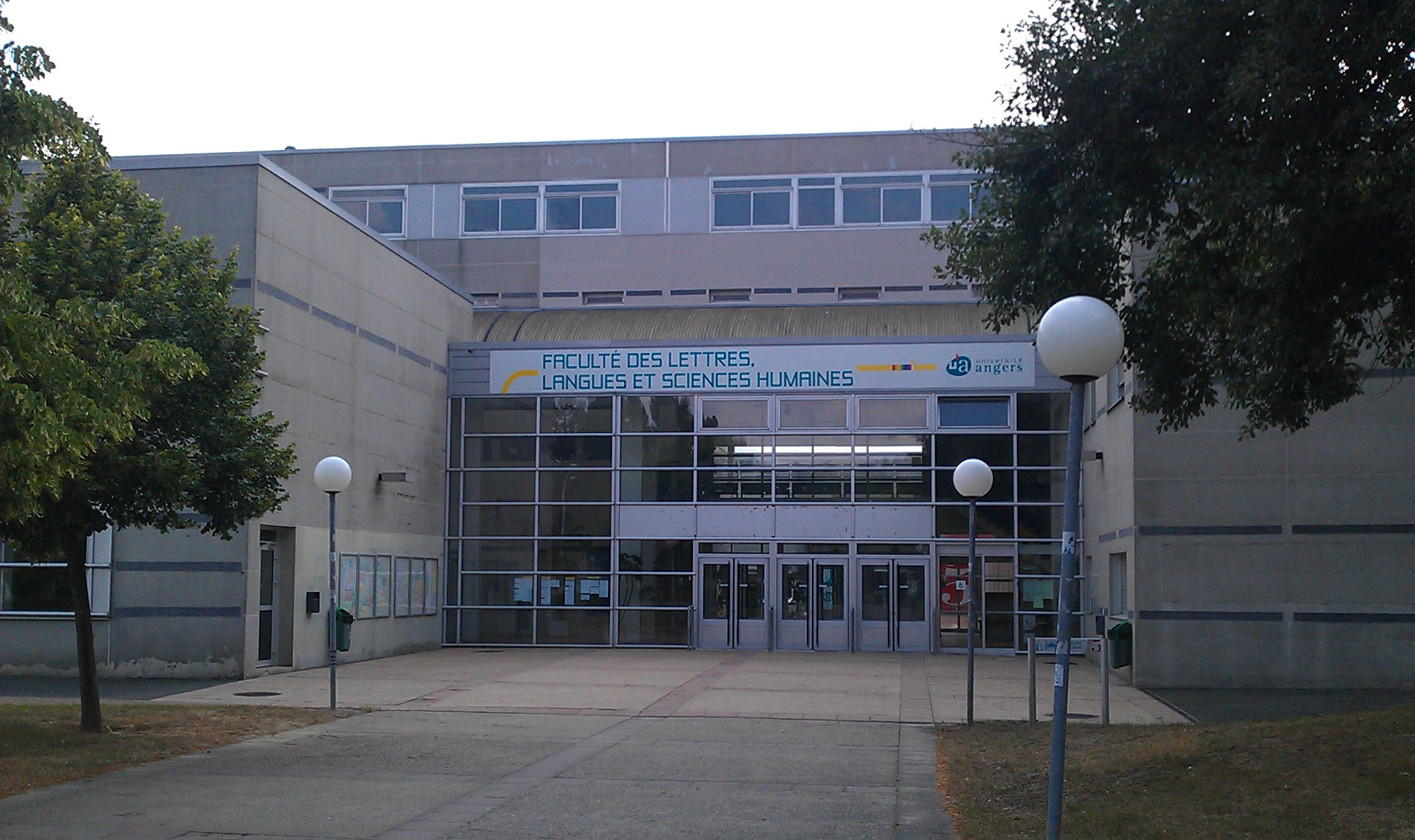
La Faculté de lettres, langues et sciences humaines.

L'université d'Angers est composée d’une part d'unités de formation et de recherche (UFR) et d’autre part d'« instituts et écoles » conformément au code de l'éducation qui fixe l’organisation légale des universités publiques en France :
- la Faculté des lettres, langues et sciences humaines,
- la Faculté de droit, d'économie et de gestion,
- la Faculté des sciences,
- la Faculté de santé,
- l’ESTHUA, Faculté de Tourisme, Culture et Hospitalité
- l’Institut universitaire de technologie,
- Polytech (ex-ISTIA), école d'ingénieurs.
- l'Institut d'administration des entreprises (IAE Angers)[11]

## Campus

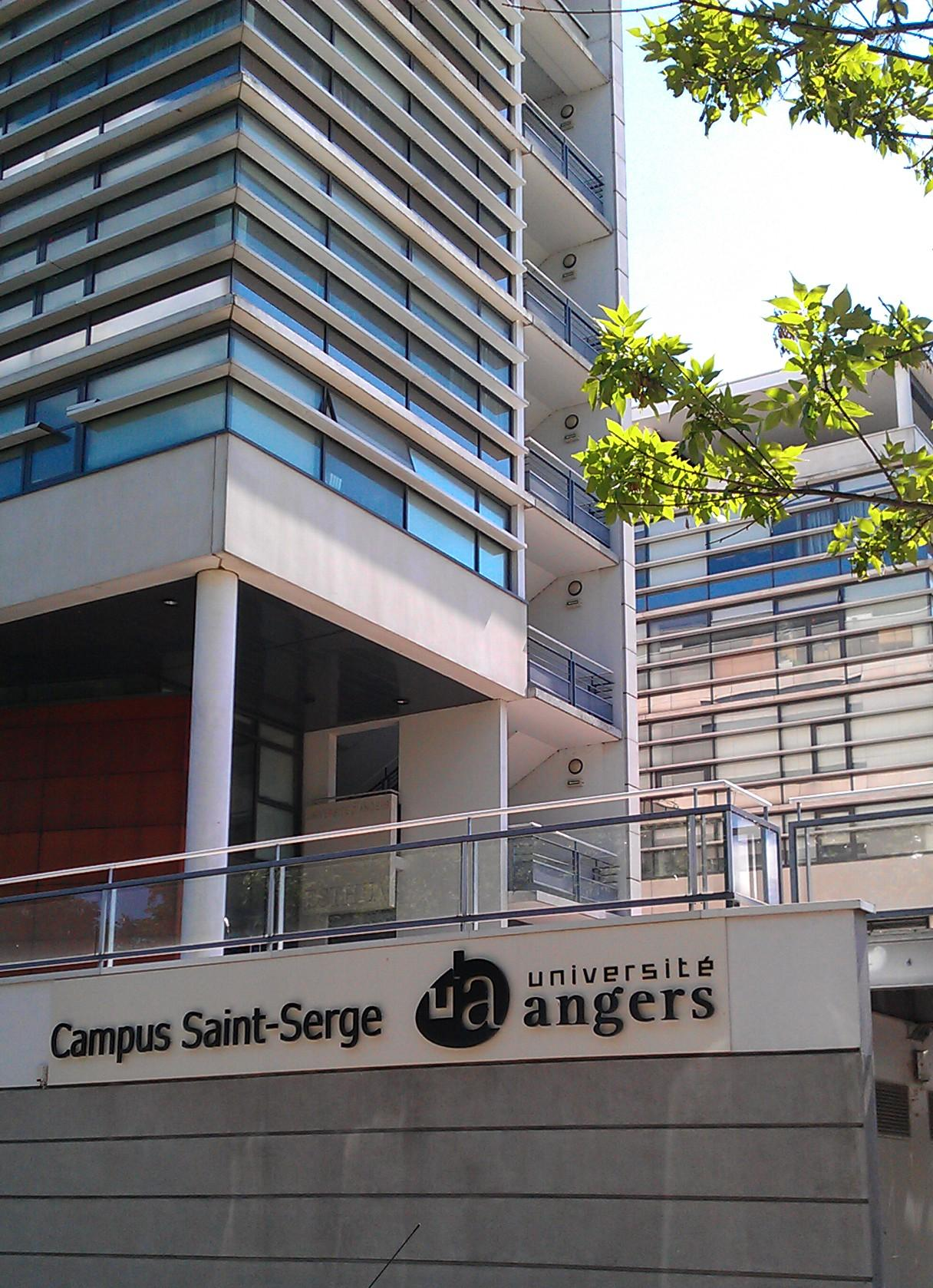
Campus de Saint-Serge.

Les locaux de l'université sont situés à plusieurs endroits du département de Maine-et-Loire.
Sur la ville d'Angers, trois campus sont présents.
- Le campus de Belle-Beille au nord-ouest de la ville,  dans le quartier eponyme, regroupe les activités de lettres, sciences humaines et sciences.
- Le campus de Saint-Serge (ou campus centre-ville) est réservé aux sciences économiques, au droit ainsi qu'au tourisme, mais aussi ingenierie du bâtiment. Les bâtiments ont été construits dans les années 1990, à proximité du centre-ville.
- Enfin, le campus santé regroupe les activités de médecine et de pharmacie à proximité du centre hospitalier universitaire d'Angers, comprenant également diverses structures de recherches (Centre Paul Papin et Institut de Biologie et d'Ingenierie de la Santé), jouxtant des laboratoires de recherches privés. Une délocalisation des cours de PASS (par visioconférence directe) existe pour les étudiants du Mans ainsi que de Laval qui ne veulent pas venir à Angers.

D'autres campus se trouvent dans les villes de Cholet et de Saumur :
- Le Campus de Saumur propose des formations liées au tourisme et au patrimoine, aux services à la personne, à l'écotourisme, à l'œnotourisme et au secteur equestre. Il y a environ 400 étudiants sur ce campus.
- Le Campus de Cholet propose essentiellement des licences (complètes ou non, professionnelles ou générales) en Droit, en Lettres et Sciences Humaines, en IUT, en jeux et jouets, dans la Mode, ou encore en Tourisme et bâtiments. Il a la particularité de proposer une double licence droit-histoire menant à l'obtention de deux diplômes.

## Bibliothèques universitaires
Il y deux bibliothèques universitaires à Angers : celle de Belle-Beille et celle de Saint-Serge. La bibliothèque universitaire de Saint-Serge, située près du centre-ville, se répartit sur trois niveaux et possède le label « NoctamBU » du fait de son ouverture 7 jours sur 7  jusqu'à 22h30 en semaine, et jusqu'à 20h le dimanche . La bibliothèque universitaire de Belle-Beille concerne davantage les étudiants en sciences, sciences humaines et lettres. Elle est établie sur deux niveaux et est située au cœur du Campus, derrière la Faculté des Lettres, Langues et Sciences Humaines. Elles sont toutes deux chaque jour proches de la saturation en période scolaire (et surtout dans la période avant les examens) ; c'est la raison pour laquelle l'université d'Angers utilise depuis 2015 l'application mobile gratuite Affluences, qui permet de connaître en temps réel le taux de remplissage de chaque bibliothèque ainsi que les estimations et prévisions d'affluences sur le reste de la journée.

## Enseignement et recherche

### Formation

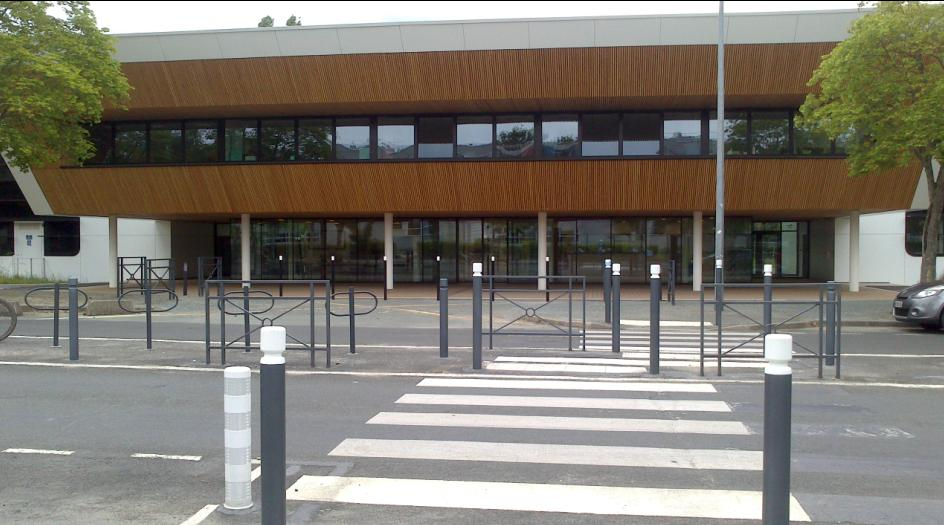
Entrée de l'IUT d'Angers.

L'université d'Angers dispose d'une offre de formation composée de :
- 402 diplômes
- 18 licences
- 6 bachelors universitaires technologie (B.U.T.)
- 25 catégories de master
- 50 licences professionnelles
- 8 écoles doctorales pour 521 doctorants 2017[13] ; les écoles doctorales sont toutes communes aux membres de l'université Bretagne-Loire.
- Par ailleurs, l'université d'Angers a mis en place à la rentrée 2014 trois cursus master ingénierie (CMI), en faculté des sciences. Un CMI concerne la Biologie Systématique du Végétal (BSV, c'est-à-dire de la physiologie végétale essentiellement), un autre en Photonique Signal Imagerie (PSI), et un autre en Chimie Environnement (CE). Des stages ainsi que des modules spécifiques sont prévus afin de former des futurs ingénieurs et chefs d'entreprises. Cette formation est sélective [14].

### Relations internationales

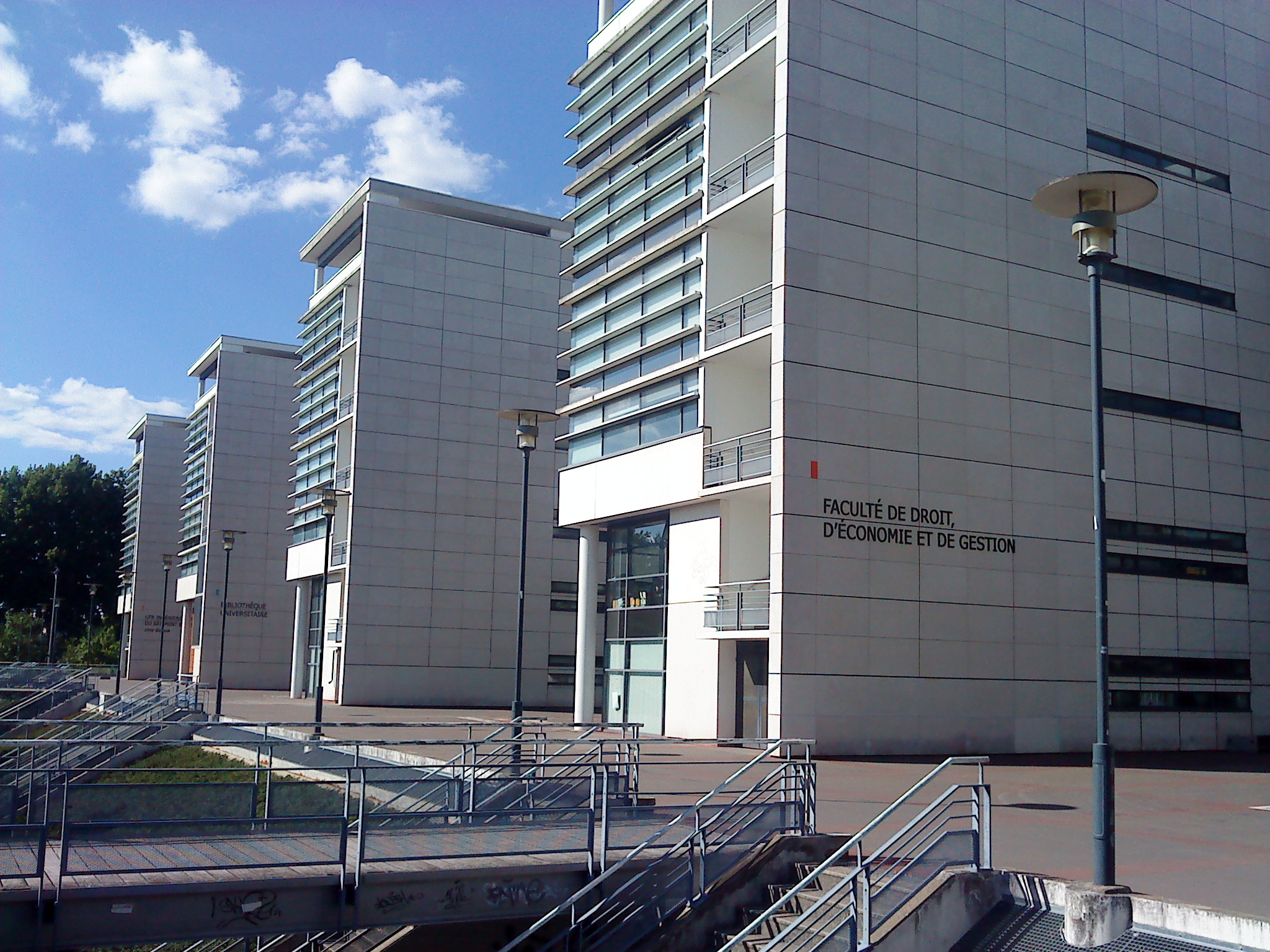
L'UFR de droit, économie et gestion, sur le campus Saint-Serge.

En 2008-2009, l'université figurait à la 19e place des universités françaises qui accueillent des étudiants issus d'un échange Erasmus. 1,37 % de la population était concerné par cet échange.
Sur l'année 2012, l'université d'Angers totalisait 365 partenariats internationaux (universités étrangères). Elle comptait 2 393 étudiants étrangers, de 113 nationalités différentes (12 % des étudiants). 49 % d'entre eux sont d'origine africaine. Les nationalités les plus représentées sont le Maroc, la Chine ainsi que l'Algérie.
Par ailleurs, l'université d'Angers propose neuf doubles diplômes, permettant d'obtenir le diplôme de l'université d'Angers et celui d'une université étrangère dans laquelle l'étudiant aurait effectué un séjour.
Pas moins de 115 accords bilatéraux existent avec des universités étrangères et 187 universités partenaires dans le cadre du programme Erasmus (pour l'Europe, donc).
Par ailleurs, tous les ans, l'université d'Angers organise des "Summer Schools" dans la Faculté des Sciences (en bioinformatique et en végétal) et dans la Faculté de Médecine (en recherche médicale, cancérologie et angiologie). Des dizaines d'étudiants étrangers et français y sont accueillis tous les ans.

### Recherche

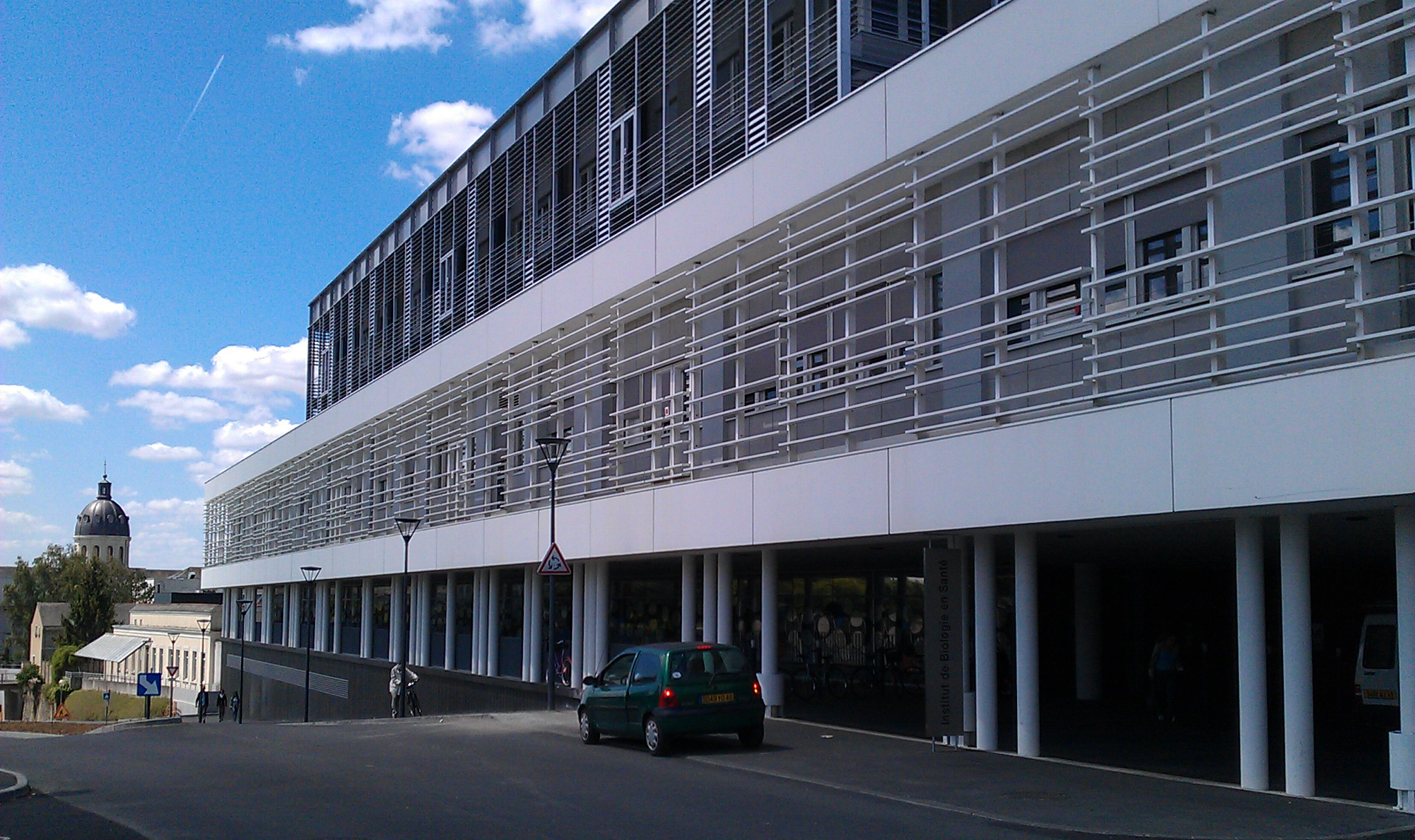
L'Institut de recherche et d’ingénierie de la santé (IRIS), sur le secteur Nord du campus Santé.

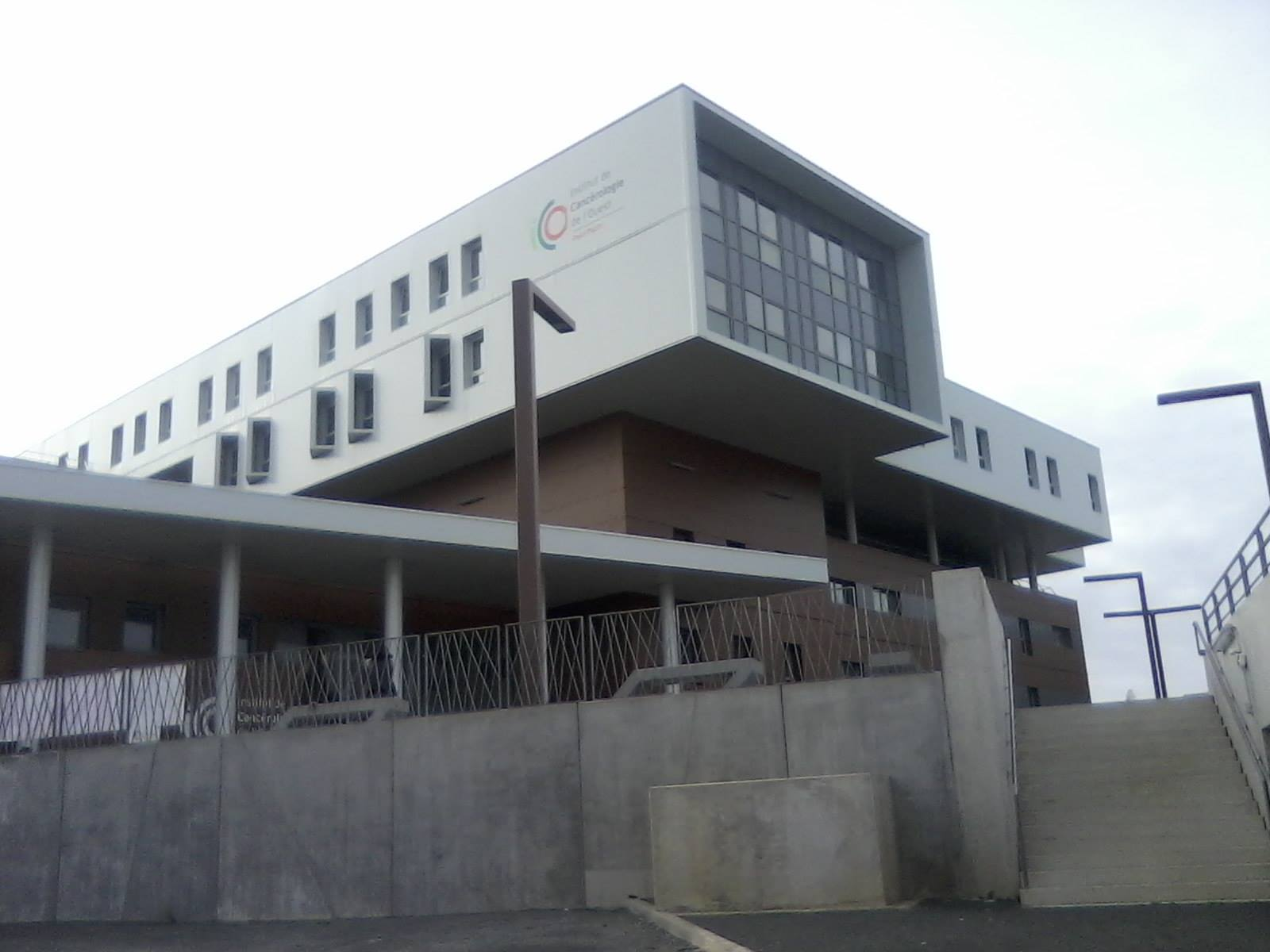
Le Centre Paul-Papin, appartenant à l'Institut de cancérologie de l'Ouest, établissement de pointe dans le traitement et la recherche contre le cancer, accueille des étudiants en médecine et en sciences dans le cadre de formations et de stages.

L'université d'Angers s'étale sur de nombreux domaines de la recherche comme la biologie, l'informatique, les mathématiques, les lettres, le langage, la chimie, la physique, la pharmacie ou en encore la médecine.
Sur les 168 556 m2 du parc immobilier de l'université 33 959 m2 sont exclusivement affectés à la recherche. Un bâtiment (IRIS 2) est en 2015 en cours de construction afin d'accueillir d'autres équipes de recherche biomédicale.
Les activités de recherche sont regroupées dans des pôles divisés par domaines (cf. liste des laboratoires et SFR de recherche sur le site de l'UA) : lettres, langues, sciences humaines et sociales, végétal et environnement, santé, matériaux, mathématiques et sciences, technologies de l'information et de la communication. En 2017, 25 unités de recherche existent à l'université d'Angers, dont 13 unités mixtes de recherche. Les chercheurs angevins travaillent en étroite collaboration avec des organismes publics tels que le CHU d'Angers, le CNRS, l'INRA ou  encore l'INSERM. 
Au niveau de la recherche médicale, 150 chercheurs travaillent au CHU d'Angers (en collaboration pour la plupart avec la faculté de médecine de l'université) qui s'est doté d'une maison de la recherche. Sur les 32 centres hospitaliers universitaires de France, Angers se classe à la quinzième place en matière de publication de recherche et  à la septième place si l'on prend en compte le ratio nombre de publications par chercheur dans le domaine médical.
L'université d'Angers participe également à la Fête de la Science et à la Nuit des chercheurs chaque année pour promouvoir la recherche devant les jeunes (et moins jeunes).

### Scientométrie
En 2019, l'université d'Angers entre dans le classement de Shanghai, à la 901e place.

## Vie étudiante

### Évolution démographique
| 1972  | 1975  | 1978  | 1981  | 1984  | 1987  | 1990   | 1993   | 1994   |
| ----- | ----- | ----- | ----- | ----- | ----- | ------ | ------ | ------ |
| 3 346 | 5 627 | 6 634 | 7 433 | 8 689 | 9 308 | 12 558 | 16 357 | 17 855 |

| 1996   | 1997   | 1998   | 1999   | 2000   | 2001   | 2002   | 2003   | 2004   |
| ------ | ------ | ------ | ------ | ------ | ------ | ------ | ------ | ------ |
| 17 318 | 16 701 | 16 504 | 15 938 | 15 742 | 15 293 | 15 650 | 16 142 | 16 581 |

| 2005   | 2006   | 2007   | 2008   | 2009   | 2010   | 2011   | 2012   | 2013   |
| ------ | ------ | ------ | ------ | ------ | ------ | ------ | ------ | ------ |
| 17 524 | 17 622 | 17 638 | 17 774 | 18 504 | 18 922 | 19 090 | 19 528 | 21 132 |

| 2014   | 2015   | 2016   | 2017   | 2018   | 2019   | 2020   | 2021   | 2022   |
| ------ | ------ | ------ | ------ | ------ | ------ | ------ | ------ | ------ |
| 21 220 | 21 875 | 22 573 | 22 887 | 23 590 | 24 733 | 25 800 | 25 687 | 24 911 |

### Vie associative

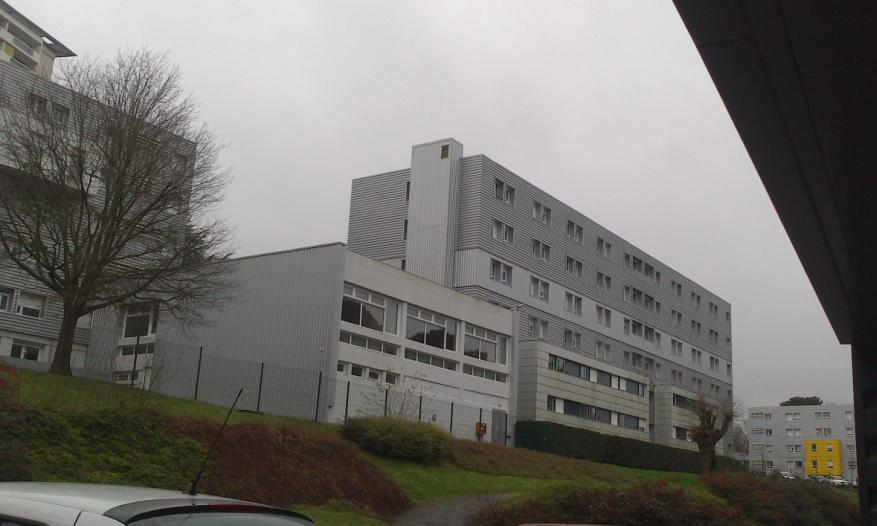
Le campus Belle-Beille compte plusieurs cités universitaires. Ici, vue d'un des bâtiments de la cité U Belle-Beille.

En marge des formations, l'université d'Angers propose une large gamme d'activités extra-scolaires. Le SUAPS (Service Universitaire des Activités Physiques et Sportives) propose une cinquantaine d'activités physiques et sportives à des tarifs adaptés, pour les étudiants de l'université d'Angers ainsi que pour le personnel.
Le service culturel de l'université met à disposition une salle de représentation ainsi qu'un forum pour permettre aux étudiants qui le souhaitent de monter des projets artistiques ou de mettre en place des représentations. Les divers projets de la sorte peuvent être subventionnés par l'université sous certains critères et certaines conditions.
Diverses associations étudiantes existent également dans chaque composante afin de proposer aux étudiants respectifs des services spécifiques à tarif réduits.
L'association Robot Campus remporte en 2013 le double titre de champion de France et d'Europe de robotique (Eurobot) à la Ferté Bernard.

## Personnalités liées à l'université

### Enseignants
- Jörg Guido Hülsmann (UFR droit, économie et gestion)
- Dominique Sagot-Duvauroux (UFR droit, économie et gestion)
- Jean-Paul Hugot (UFR lettres, langues et sciences humaines)
- Armel Pécheul (UFR droit, économie et gestion)
- Jean-Paul Saint-André (UFR sciences médicales, ancien doyen de la faculté de médecine)
- Christine Bard (UFR lettres, langues et sciences humaines, histoire contemporaine)
- Thierry Lodé (UFR sciences, biologie évolutive)

### Étudiants
- Roselyne Bachelot
- Jean Célestin Édjangué, écrivain et journaliste camerounais
- Christian Huygens, docteur de la faculté de droit
- Denis Mukwege, prix Sakharov 2014, prix Nobel de la paix 2018
- Jirō Ono, parlementaire japonais
- Johan de Witt, docteur de la faculté de droit